# Episodi di Burn Notice - Duro a morire (prima stagione)
La prima stagione della serie televisiva Burn Notice - Duro a morire è stata trasmessa in prima visione negli Stati Uniti d'America dal canale via cavo USA Network dal 28 giugno al 20 settembre 2007.
In Italia la stagione è stata trasmessa in prima assoluta in lingua italiana dal canale satellitare Fox dal 20 ottobre al 1º dicembre 2008.
Nella Svizzera Italiana la stagione è stata trasmessa da RSI LA1 dal 28 luglio al 13 agosto 2009.
| nº | Titolo originale | Titolo italiano    | Prima TV USA      | Prima TV Italia   |
| -- | ---------------- | ------------------ | ----------------- | ----------------- |
| 1  | Pilot            | Allo scoperto      | 28 giugno 2007    | 20 ottobre 2008   |
| 2  | Identity         | Identità           | 5 luglio 2007     | 20 ottobre 2008   |
| 3  | Fight or Flight  | La testimone       | 12 luglio 2007    | 27 ottobre 2008   |
| 4  | Old Friends      | Vecchi amici       | 19 luglio 2007    | 27 ottobre 2008   |
| 5  | Family Business  | Affari di famiglia | 26 luglio 2007    | 3 novembre 2008   |
| 6  | Unpaid Debts     | Debiti non pagati  | 2 agosto 2007     | 10 novembre 2008  |
| 7  | Broken Rules     | Regole infrante    | 9 agosto 2007     | 10 novembre 2008  |
| 8  | Wanted Man       | Ricercato          | 16 agosto 2007    | 17 novembre 2008  |
| 9  | Hard Bargain     | Gioco duro         | 23 agosto 2007    | 17 novembre 2008  |
| 10 | False Flag       | Vecchie conoscenze | 13 settembre 2007 | 24 novembre 2008  |
| 11 | Dead Drop        | L'imprevisto       | 20 settembre 2007 | 24 novembre 2008  |
| 12 | Loose Ends       | La verità          | 20 settembre 2007 | 20 settembre 2007 |

## Allo scoperto
- Titolo originale: Pilot
- Diretto da: Jace Alexander
- Scritto da: Matt Nix

### Trama
Michael Westen, un agente segreto al servizio del governo americano, viene inaspettatamente e improvvisamente "bruciato" durante un'operazione in Nigeria. Dopo essere sfuggito ad alcuni sicari per il rotto della cuffia prende il primo volo per lasciare il Paese e, dopo alcune ore di sonno, si risveglia in una stanza dove trova la sua ex-ragazza, Fiona Glenanne, e scopre di trovarsi a Miami (Florida), la sua città natale. Michael scopre che i suoi conti in banca sono stati congelati dal Governo ed è stato tagliato fuori anche da tutti i suoi contatti. Nonostante ciò cerca di raggiungere Dan Siebels, il suo ex-funzionario responsabile e amico. Avendo bisogno di mettere insieme denaro per scoprire cosa gli stia succedendo Michael contatta anche Sam Axe, il suo migliore amico e, con molta riluttanza, riallaccia anche i rapporti con sua madre, Madeline Westen, ancora all'oscuro della vita pericolosa che conduce suo figlio. Mentre cerca di eludere la sorveglianza dell'FBI come meglio può (e anche con l'aiuto di Sam, che viene incaricato dagli agenti di tenere d'occhio la spia), Michael contatta l'ex-collega Lucy Chen, che gli procura un lavoro. Mike dovrà aiutare il custode immobiliare Javier a pulire il suo nome da un furto d'arte, visto che viene accusato ingiustamente dal suo capo, il signor Pyne. Quando Mike riesce finalmente a raggiungere Siebels lui gli rivela che la sua burn notice (notifica di bruciatura) è stata fatta per "congelarlo" in preparazione a un'offerta di lavoro, che non dovrà lasciare Miami o rischierà di essere ucciso.
Michael trova un appartamento a poco prezzo nella zona del molo; il suo affittuario è un russo di nome Oleg. L'unico problema è il suo vicino Sugar, piccolo spacciatore con il quale ha subito un diverbio.
Michael si incontra con un mercante d'arte per scoprire chi stava vendendo i quadri rubati, poi torna a casa di Pyne e scopre alcuni documenti che confermano che è stato lui a fare sparire i quadri per intascare l'assicurazione e ha incastrato Javier. Michael minaccia di denunciare Pyne se farà arrestare Javier, che ha anche un figlio piccolo; per controllarlo mette anche alcune cimici. Fiona va di nuovo da Michael e si fa invitare a cena come lui le ha promesso. Durante la serata si scopre che Fiona ha militato per quattordici anni nell'IRA e che lei e Michael avevano una relazione, ma probabilmente lui l'ha sabotata perché non è capace di impegnarsi stabilmente nelle cose ed è sempre scappato dai suoi problemi per evitarli. Fiona gli chiede di rimanere a Miami per dare una chance alle relazioni della sua vita, sia alla loro che a quella con sua madre Madeline. Più tardi i due si baciano, ma vengono interrotti da un uomo mandato da Sugar che dovrebbe "dare una lezione" a Michael; Fiona lo affronta con successo, ma Mike evita comunque le sue avance per non complicare le cose fra loro.
Michael chiede aiuto a Sam, sempre seguito dall'FBI, per inscenare una rissa con un tassista e mettere una cimice nell'auto di Pyne. Poi l'ex-spia si incontra con un contatto a cui chiede l'originale della sua notifica di bruciatura. Mike finalmente decide di sbarazzarsi di Sugar, costringendolo a fare i bagagli e andare via dall'appartamento. Madeline invece implora il figlio di passare il natale insieme a lei e al fratello, con il quale non sembra avere un grande rapporto.
Pyne intanto ordina di rapire il figlio di Javier, allora Michael prende "in prestito" l'auto di un passante per andare arrivare prima di Vincent (lo scagnozzo di Pyne). Michael salva il bambino e lo porta al suo loft, i due familiarizzano e, quando scopre che il bambino viene picchiato dai compagni di scuola, gli insegna qualche mossa di autodifesa. Mike segue Sam e si intromette durante un suo incontro con gli agenti Lane e Harris, facendo capire che sa benissimo di essere controllato.
Pyne e Vincent vanno a casa di Javier per stanarlo, ma Michael ha posizionato alcune trappole ed è pronto ad agire. Usando l'arma del ricatto Michael convince Pyne a non denunciare Javier e, anzi, a pagargli lo stipendio per altri anni. Mike ha anche una soddisfazione personale quando scopre che il bambino di Javier ha imparato a difendersi dai bulli.
Quando riceve la notifica dal suo contatto Michael scopre che il nome di chi l'ha emessa non si vede. In più, tornato al loft, trova decine di foto di sorveglianza scattate durante i suoi giri per Miami.
Inoltre gli hanno lasciato il messaggio "Welcome to Miami" (Benvenuto a Miami) su una cartolina. Mike si trova costretto a rimanere in città ancora per un po'.

## Identità
- Titolo originale: Identity
- Diretto da: Rod Hardy
- Scritto da: Matt Nix

### Trama
Michael guarda tutte foto che gli hanno fatto per scoprire da dove sono state scattate. Poi scopre che due uomini sono andati da Madeline e hanno visitato casa sua. In una presa della corrente trova una cimice e poco dopo scopre la casa da cui pensa essere stato inviato il segnale, ma gli uomini bruciano l'attrezzatura e scappano prima che lui possa vederli. Madeline chiede a Michael di aiutare la sua vicina Laura (Elayne Wilks) che dopo avere ricevuto un coupon premio è stata pichiata e poi derubata da alcuni uomini. Michael, artendo proprio dal finto coupon del premio, chiede aiuto a Sam per trovare chi l'ha stampato. Michael trova ancora Fiona ad aspettarlo al loft e si scopre che la donna ha trascorsi burrascosi con Sam, il quale le doveva parecchi soldi per un carico di armi. Fiona va alla tipografia e sventola il coupon in giro, così un uomo si spaventa e va subito ad avvisare i veri artefici della truffa.
Il capo è Quentin King, aiutato da Greg e Bonnie, due "apprendisti". Mike impersona "Peter Jordan", un amico di un conoscente di Quentin con il quale sarebbe stato in prigione per un anno. Mentre Michael si rivede con Quentin dopo averlo convinto della sua falsa identità Fiona mette un trasmettitore sotto la sua auto e Sam una cimice sulla sua barca. Michael cerca di avvisare Sam e Fiona che Greg e Bonnie stanno tornando sulla barca, ma i due amici non vedono i suoi messaggi, così fingono di essere una coppia appartata e Sam si prende svariati schiaffi da Fiona.
La tattica che vuole adottare Michael è quella di allontanare Quentin dai suoi soci. Intanto Madeline invita Michael e Fiona a cena e lei finge di essere la fidanzata di Michael. Madeline rivela a Mike di avere mentito ai due uomini che lo cercavano, dicendo che lui è un figlio perfetto e si fa sempre sentire, nonostante non sia vero.
Il piano di Michael di sfiduciare Bonnie e Greg agli occhi di Quentin parte troppo presto e l'uomo vorrebbe vendicarsi dei due ragazzi. Poi Sam fa esplodere per sbaglio la macchina di Quentin, rimarcando i sospetti dell'uomo. Dopo avere trovato un altro numero di telefono di Quentin Mike lo contatta e scopre che vive recluso e impaurito che qualcuno lo voglia uccidere. Michael lo convince a ingaggiare un sicario per uccidere Greg e Bonnie, mentre Fiona e Sam convincono i due a lasciare Miami, fingendosi agenti di polizia; così facendo Sam e Fiona sembrano anche avere appianato un po' le loro divergenze. Poi Michael fa credere a Quentin che sia seguito dall'FBI e lui abbocca, mandando Michael a trasferire i soldi dal suo conto per pagare il fantomatico sicario. Michael così lo incastra e riesce a ridare i soldi a Laura. Madeline rivela a Michael che i due uomini le avevano anche lasciato un numero da chiamare se lui fosse tornato; quando Michael lo chiama risponde un uomo sconosciuto che promette di farsi risentire.

## La testimone
- Titolo originale: Fight or Flight
- Diretto da: Colin Bucksey
- Scritto da: Craig O'Neil e Jason Tracey

### Trama
Durante una conferenza a Miami Michael cerca un contatto, ma si ritrova a scappare dall'albergo. Fiona gli chiede la chiave di casa per organizzare meglio le loro missioni e lo invita anche a prendere la vecchia Charger di suo padre, la macchina che tanto gli servirebbe.
Oleg, il padrone di casa di Michael, gli chiede di aiutare Cara, la sua cameriera. La donna è minacciata con sua figlia Sophie perché è la testimone in un processo contro Alvaro Desantos, accusato di aggressione.
Dato che Michael si occupa di Cara chiede a Fiona di trovare il suo contatto egiziano Akhom Thabet alla conferenza. In cambio la donna lo obbliga a chiedere la Charger a Madeline; quando Michael la recupera scopre che deve lavorarci parecchio. Poi va da Desantos, che non vuole presentarsi al processo. L'incontro non va bene e Desantos manda i suoi sicari a uccidere Cara e la figlia. Fiona riesce a cacciarli con alcune molotov fatte in casa, poi le porta da Madeline. La donna in cambio dell'accoglienza chiede a Michael di andare al cimitero a trovare il padre. Sophie intanto manifesta la sua crisi da adolescente quando si lamenta perché si deve nascondere e rischia di perdere il ballo della scuola.
Mike decide di incontrare l'avvocato di Desantos, Bruce Gellman. Lo spaventa per fare sì che parli con i capi colombiani di Desantos per metterglieli contro. Anche in questo caso l'incontro non va bene e viene inviato un sicario a uccidere Mike, che però lo prende di sorpresa e scopre che i colombiani non vogliono collaborare e anzi hanno dato ordine di uccidere Cara e Sophie. Allora Michael decide di farle sparire con due nuove identità. Fiona va casa di Cara per depositare Desantos e fa stampare informazioni su Salt Lake City; Michael è in ansia per lei e, mentre si tengono in contatto al telefono, Fiona sfrutta la sua tensione per chiedergli ancora la chiave del loft.
Mike finalmente vede Thabet e gli chiede la copia della sua notifica di bruciatura, rammentandogli che gli deve la vita. Sophie scappa e Michael la trova a scuola, dove gli uomini di Desantos stanno arrivando a prenderla. La spia si batte con loro e ha la meglio, poi per convincere la ragazza a tornare a casa le racconta di come lui e Fiona si erano persi anni prima ma ora si sono ritrovati, quindi anche lei potrà farlo con il suo ragazzo. Mike riprende Desantos che parla al telefono con Sam, che si finge Chuck Finley, avvocato di Cara, e gli fa pronunciare determinate frasi. Poi i due creano un nastro finto da fare consegnare all'FBI da Sam, che continua a depistare i due agenti o a dare loro informazioni di poco conto su Michael per tenerli buoni. Poi Mike va ancora dall'avvocato Gellman e finge che Desantos abbia deciso di fare i nomi dei capi colombiani all'FBI. Così finalmente i colombiani se la prendono con lui e lasciano in pace Cara e Sophie, che ringraziano anche per non dovere lasciare Miami. Michael va a trovare il padre al cimitero e lì Thabet gli porta il documento, sul quale c'è un codice da decifrare per capire chi ha bruciato Michael.

## Vecchi amici
- Titolo originale: Old Friends
- Diretto da: David Solomon
- Scritto da: Alfredo Barrios Jr.

### Trama
L'assassino ceco Jan Haseck segue Michael per ucciderlo, allora lui inizia una rissa nel bar in cui si trova con Sam per coglierlo di sorpresa. Poi mette un fucile sulla porta di casa e decide di tenere Sam all'oscuro per non farlo sapere all'FBI. Intanto Nate, il fratello di Michael, arriva in città e ha bisogno di aiuto per il suo amico Bill Reese, la cui figlia Jenna è scappata di casa per seguire il suo ragazzo, un agente di modelle di nome Brandon Diggs. Sam trova informazioni su Diggs e scopre il bar dove va di solito. Nate e Michael ci vanno con Fiona, che trascina Diggs fuori dal locale e poi lo interroga con Michael. Diggs spiega che Jenna sta lavorando con i fratelli Wilhelm, che hanno un servizio di escort. I due sono anche famosi legalmente nella moda e fanno molta beneficenza. Intanto Mike e Fiona vanno all'hotel dove alloggia Haseck e Mike combatte con lui, poi è costretto a scappare. Più tardi va a un'asta con i fratelli Wilhelm e cerca di farsi notare; Cal lo invita a una festa che stanno organizzando a casa sua. Fiona contatta Michael quando Haseck lascia la sua stanza d'albergo, così lui ci entra in cerca di indizi e scopre dove va a mangiare. Alla festa dei fratelli Wilhelm Michaael incontra Jenna e scopre che lei è all'oscuro delle vere intenzioni dei due fratelli e deve partire per il Medio Oriente come escort, pur essendo convinta di andarci come modella. Mentre Fiona continua a investigare su Haseck Michael scopre che Nate è stato picchiato da alcuni strozzini che vogliono soldi da lui. Quando Mike non vuole dargli la parte che gli spetta per il lavoro per Bill Nate decide di andare a rubarli al loft di Michael, solo che non sa che c'è la trappola del fucile pronto a sparare agli intrusi. Intanto anche Haseck arriva al loft e non appena vede Michael inizia a sparargli addosso, ferendolo anche a una spalla. Fortunatamente Nate sente gli spari e salva Mike cacciando il killer. Sam e Fiona bloccano all'ultimo secondo Wilhelm mentre sta portando via Jenna. Nate intanto estrae il proiettile a Michael e lui in cambio gli dona i soldi per pagare i suoi debiti. Mike cambia tattica e rapisce il fratello più debole (Oscar) e tratta con Carl per avere Jenna in cambio. Michael lo convince a lasciare andare tutte le ragazze e dare loro i soldi guadagnati, così Jenna viene liberata e torna a casa dal padre. Mike va da Haseck mentre mangia in un bar e gli causa uno shock anafilattico con alcune noccioline, ma Jan non sa assolutamente niente di chi ha bruciato Michael e lo vuole morto. Dopo avergli iniettato la medicina lo lega al tavolo e se ne va, chiedendo a Sam di mandare i federali a prenderlo. A casa, invece, si ritrova un biglietto legato a un palloncino, e quando chiama Sam, scopre che Jan è stato assassinato mentre era in prigione, mascherando la sua uccisione con un suicidio.

## Affari di famiglia
- Titolo originale: Family Business
- Diretto da: Sandy Bookstaver
- Scritto da: Matt Nix

### Trama
Mike va a recuperare Nate all'aeroporto dopo che è stato picchiato da un uomo. Un cliente l'ha pagato per andare a parlare con Eli Zamar, ma a quanto pare gli serve l'aiuto di Michael. Fiona invece trova una cimice nella Charger di Mike e pensa sia stata messa da Sam. Mike concorda, ma decide di usarla a suo vantaggio. Il cliente di Nate è Jake Miller, impiegato della sicurezza all'aeroporto che accettava bustarelle dalla famiglia Zamar per fare loro favori. Si tratta del padre Eli e dei figli Ilan e Ari. Jake però si è rifiutato di aiutarli per cancellare un intero volo, e ora teme per la sua famiglia. Nate, appreso che Madeline ha detto a Michael che il padre gli ha lasciato la Charger, vuole cercare il testamento per scoprire a chi andava davvero la macchina.
Fiona va all'hangar degli Zamar e si finge una turista che ha sbagliato magazzino per incontrarsi con un uomo, così scopre che gli Zamar trafficano armi e il padre è un ex agente del Mossad.
Sam e Michael seguono gli Zamar fino a un magazzino e Mike viene quasi scoperto da Ari mentre cerca di entrare, ma Sam lo salva attirando l'attenzione comportandosi da ubriacone. Michael decide di lavorarsi Ari, il fratello più malleabile. Ari ha anche una ragazza, Debbie, che gli sta sempre addosso. Sam mette una cimice nell'auto del libanese per scoprire tutto della sua vita. Mike e Fiona preparano un po' di finto C4 e anche alcune cariche vere, poi Mike va al locale per conoscere e si finge "Steve Remington", un trafficante d'armi. I due fanno amicizia e Mike propone ad Ari un lavoro per farlo "staccare" dalla famiglia. Più tardi gli mostra il C4 e lo fa esplodere come dimostrazione. Fiona manifesta la sua velata gelosia nei confronti di Debbie, che sembra provarci spudoratamente con Michael, ma lui la rassicura dicendole che la ragazza non gli interessa perché se volesse una donna pericolosa a incasinargli la vita potrebbe trovare di meglio.
Sam confessa di avere messo la cimice nella macchina di Michael, che lo perdona e, anzi, lo autorizza a fare delle ricerche in casa sua per trovare qualcosa per l'FBI. Debbie ci prova con Michael e Ari lo minaccia con una pistola per la gelosia, poi Michael riesce a convincerlo che non è interessato alla sua donna. Ari lo porta al deposito ed è pronto a fare affari con "Steve". Michael allora manda Jake a parlare con Eli Zamar, mettendo così nei guai Ari, che non aveva ancora detto nulla al padre dei suoi affari con "Steve". I due Zamar vanno al deposito e scoprono che è stato svuotato. La famiglia decide di lasciare il Paese per la paura di questo nemico silenzioso. Jake è salvo, però dovrà stare sempre all'erta.
Sam consegna i documenti ricevuti da Michael all'FBI e i due agenti se ne vanno, dicendo che arriverà qualcun altro a sostituirli. Nate e Mike, trovato il testamento del padre, scoprono che non si parla dell'auto; Madeline aveva mentito perché voleva che il figlio si sentisse più vicino al padre.

## Debiti non pagati
- Titolo originale: Unpaid Debts
- Diretto da: Paul Holahan
- Scritto da: Nick Thiel

### Trama
Alcuni agenti governativi hanno visitato casa di Michael, che viene poi chiamato da Madeline che lo avvisa che sono anche da lei. Mike corre dalla madre e trova il suo nuovo agente di sorveglianza, il quale mette in chiaro che non dovrà più chiedere informazioni sulla sua notifica di espulsione e deve dimenticare il passato. Mike cerca un lavoro per sistemare la casa di Madeline; Sam suggerisce di aiutare il suo amico Virgil Watkins che confisca barche agli insolventi e cerca un "uomo di fatica" per trasportare una barca di un gruppo di giamaicani e che va consegnata a un uomo di nome Mason. Nel frattempo a Michael viene confiscata la Charger.
Quando vanno al porticciolo Michael, Fi e Sam notano che i giamaicani sono armati e pericolosi. Quando la barca di Andre Dekker (il capo dei giamaicani) arriva al porto Michael si finge "Homer" e confisca la barca ad Andre. Prima di portarla a Mason elimina il localizzatore gps dalla barca, ma non la lascia a Mason perché non si fida della sua reazione. Michael ha intuito che si tratta di un gruppo di poliziotti corrotti e Virgil ammette di essere stato costretto a lavorare con loro per proteggere sua figlia. Michael accetta comunque di collaborare e fa nascondere Virgil da Madeline, con la quale nasce una tenera amicizia (osteggiata da Michael). Mentre cercano la cimice a casa di Michael lui e Fiona parlano del loro passato. Michael le spiega che quando era scappato dall'Irlanda senza avvisarla l'aveva fatto solo per il suo bene e per proteggere entrambi. Intanto nella barca Sam trova dieci milioni di dollari. Michael si incontra con Mason mentre Sam e Virgil vanno a eliminare la barca nelle paludi, ma i giamaicani li trovano (probabilmente grazie a un altro gps). I due scappano abbandonando la barca. Michael promette i soldi a Mason, poi parla con Andre che riesce a fare rapire Virgil mentre è fuori a cena con Madeline. Mike intanto nasconde una calamita nella stanza del suo agente di sorveglianza per cancellare i suoi file dal pc e dargli fastidio.
Michael organizza un incontro sia con Mason che con i giamaicani e minaccia di bruciare tutti i soldi; le due fazioni entrano in lotta fra loro e Michael scappa con Fiona e Virgil mentre il denaro va in fumo. Virgil viene invitato da Mike a lasciare la città per la sua sicurezza, poi lui e Fiona rubano il portafogli dell'agente e scoprono che si chiama Jason Bly ed è del CSS.

## Regole infrante
- Titolo originale: Broken Rules
- Diretto da: Tim Matheson
- Scritto da: Mere Smith

### Trama
Bly incastra Fiona chiamando la polizia mentre trasporta un carico di armi contrabbandate, il tutto per dare un messaggio a Mike: se la prenderà con la sua famiglia e i suoi amici se non smette di fare domande. Dopo averla aiutata a scappare Michael promette a Fiona di parlare della storia dopo avere sistemato Bly. Intanto un nuovo cliente chiede aiuto a Michael per eliminare la criminalità che rovina il suo quartiere con lo strozzinaggio sotto la guida della cubana Concha Ramirez. Il suo uomo d'azione è Diego Cruz, che coordina l'attività di recupero dei soldi. Il piano di Michael è fingere di essere un nuovo criminale pazzo e pericoloso che deruba il quartiere al posto loro. Per avvalorare le apparenze Mike distrugge il bancone del suo cliente Ernie, poi picchia due uomini di Cruz. Intanto Fiona consiglia Sam per fargli fare pace con la sua fidanzata, spaventata dagli uomini di Bly, che vorrebbe offrire un lavoro "onesto" a Michael come guardia giurata.
Mike decide di chiedere aiuto a Barry per fare incastrate Bly, creando per lui finti conti correnti legati a società offshore. Poi Mike fa ancora il pazzo con altri scagnozzi di Concha, distruggendo la loro auto e rubando i soldi. Cruz lo fa portare da Concha che gli spiega di cosa si occupa davvero: affari immobiliari. I poveracci derubati si trovano a vendere i locali perché non hanno più soldi. Concha lo ingaggia a lavorare per lei, ma Michael si comporta sempre da folle e inscena anche un furto con l'aiuto di Fiona. Quando Michael rifiuta l'offerta Bly lo minaccia di creare problemi a Fiona e Nate, allora finge di accettare il lavoro.
Concha ordina a Michael di uccidere Ernie e la sua famiglia e, a sorpresa, Cruz cerca di dissuaderlo dal piazzare una bomba da Ernie e ammette di volere fermare Concha. Mike gli lascia la bomba e Cruz la porta da Concha e la fa saltare in aria, poi se ne va. Michael si sente comunque in colpa per la morte della donna, poi chiede a Ernie discrezione sul suo intervento e gli restituisce i soldi che aveva anticipato per pagarlo.
Michael consegna a Bly il finto dossier su di lui creato da Barry e chiede la sua notifica di sospensione per non incastrarlo.
Dopo avere parlato con Sam, che lo ringrazia per l'aiuto con Veronica, Michael riceve la visita di Fiona, pronta a parlare del loro rapporto. Mike ammette che anche se insieme erano infelici, lui non vuole stare con un'altra donna perché comunque solo Fiona può renderlo felice. Fiona, arrabbiata per la risposta, ingaggia una lotta con Mike e, dopo alcune schermaglie fisiche, i due cedono e si baciano teneramente per poi passare la notte insieme. Come promesso Bly consegna a Michael la sua burn notice.

## Ricercato
- Titolo originale: Wanted Man
- Diretto da: Ken Girotti
- Scritto da: Craig O'Neill e Jason Tracey

### Trama
Michael legge continuamente il suo dossier, completamente inventato. Quando Fiona lo invita a non perderci troppo la testa, lui ammette di avere paura che fra loro non funzioni di nuovo, ma Fiona sembra più fiduciosa perché ora sono in una situazione diversa.
Fiona cerca Thomas McKee, un uomo con una taglia addosso che lei vuole riscuotere. Quando un altro cacciatore di taglie, Wayne, insegue McKee, Fiona cerca di catturarlo per prima. Thomas in realtà si dichiara innocente e Fiona, che gli crede, decide di aiutarlo. Così nasconde Thomas a casa sua su suggerimento di Mike, che non sembra infastidito o geloso. Thomas è accusato ingiustamente di avere rubato una spilla, così Sam parla con Barry per scoprire dove può essere finita. Mike va a casa di Cristo, un ricettatore, e dopo una serie di minacce recupera il numero dell'uomo che voleva vendere la spilla rubata.
Michael chiede aiuto a Fiona per trovare l'uomo che l'ha bruciato, Phillip Cowan. Lei nel frattempo cerca di farlo ingelosire comportandosi troppo gentilmente con Thomas e Michael sembra reagire anche se non le lascia la soddisfazione di mostrarlo apertamente.
Sam trova il ladro della spilla, Lawrence Henderson, che ha un hotel e parecchi problemi economici. Intanto Wayne trova casa di Fiona e combatte con Michael, che lo stende con l'aiuto della donna. Thomas allora va da a stare da Mike. Sam va a contrattare con Henderson come mediatore per un compratore (Michael) e i due fanno i paranoici per la sicurezza. Poi Mike si incontra con un agente libanese, Anwar, per ottenere l'aiuto dal loro governo nel trovare Cowan, ufficiale dell'NSA, in cambio di informazioni su un attentato in Libano.
Henderson non fa vedere la spilla a Michael, vuole prima vedere i soldi ed effettuerà lo scambio solo a casa sua. Allora Michael decide di fare impazzire Henderson di paura. Il piano non riesce ed Henderson lo ferma in anticipo, dato che ha scoperto che non è chi diceva di essere. Barry intanto trova la banca dove Henderson ha depositato la spilla.
Anwar conferma a Michael che il governo ha accettato lo scambio e si mostra favorevole anche per collaborazioni future.
Mike e Sam seguono Henderson alla banca e chiamano la polizia, facendo in modo di farlo arrestare.
Dopo avere rifiutato le avances di Thomas Fiona lo saluta e accetta i ringraziamenti. Michael le regala una nuova palla di vetro con la neve di Miami, visto che le colleziona, e le fa capire che se ha aiutato Thomas l'ha fatto solo per lei.

## Gioco duro
- Titolo originale: Hard Bargain
- Diretto da: John Kretchmer
- Scritto da: Alfredo Barrios, Jr.

### Trama
La fidanzata di Nick Lam, Dawn, viene rapita da una banda di sequestratori. Questi ultimi chiedono a Nick cinque milioni di dollari, una cifra molto al di là di ciò che possiede, di cui però i criminali non sono a conoscenza dato che pensano che l'abitazione in cui si trovi al momento sia sua.
Nel corso di un'operazione di sorveglianza Nick rivela la posizione di Michael e Michael è costretto a rapire un sequestratore, Lucio, e lo ricatta per fare in modo che li aiuti. Sam e Fiona sviluppano un nuovo piano: "il rapimento di Fiona". Sam viene a conoscenza di dove è tenuta prigioniera Dawn, così lui e Fiona attaccano le guardie e la liberano. Michael, che sta attuando come un negoziatore degli ostaggi, conduce il rapitore al magazzino dove arriva la polizia che lo arresta. Successivamente Michael si incontra con un presunto burocrate del CSS, assegnatogli per rivedere il suo caso. Quando il burocrate tenta di ucciderlo i tre teorizzano che lui non fosse il vero burocrate ma semplicemente solo un sosia.

## Vecchie conoscenze
- Titolo originale: False Flag
- Diretto da: Paul Shapiro
- Scritto da: Matt Nix e Ben Watkins

### Trama
Michael è alla ricerca di una falsa identità, ma viene quasi arrestato. In seguito Michael aiuta un'amica di Sam, Lucy, se ella gli darà una finta identità. Evelyn, la cliente di Lucy, gli racconta che suo figlio è stato rapito dal suo estraniato marito, Doug. Michael si ritrova emozionalmente coinvolto nel caso. Comunque quando porta Evelyn a casa di Doug, lei tenta di ucciderlo. Michael mette Doug e suo figlio nel programma protezione testimoni e affronta Evelyn, che sceglie di andare incontro alla morte piuttosto che finire dentro. Sam scopre anche che l'uomo che ha bruciato Michael ha intenzione di venire a visitarlo a Miami.

## L'imprevisto
- Titolo originale: Dead Drop
- Diretto da: Jeremiah S. Chechik
- Scritto da: Craig O'Neill e Jason Tracey

### Trama
Finale di stagione parte 1: Sam accetta un lavoro da un cliente che viene ricattato da alcuni spacciatori di droga. Nel frattempo Michael è occupato cercando di incontrare Philip Cowan, l'uomo che lo ha bruciato.
Qualcosa va storto: Sam viene scoperto e sequestrato dagli spacciatori mentre è appostato a spiarli, Fiona riesce a fuggire per un pelo mentre Cowan viene ucciso, lasciando Michael senza una spiegazione sul perché della sua "burn notice".

## La verità
- Titolo originale: Loose Ends
- Diretto da: Stephen Surjik
- Scritto da: Matt Nix e Alfredo Barrios, Jr.

### Trama
Finale di stagione parte 2: Sam è tenuto come ostaggio dagli spacciatori di eroina, che sembrano anche appartenere a ex-forze speciali operative. Michael deve usare le sue infinite conoscenze per cercare di salvare il suo miglior amico come egli tenta di schivare gli agenti per lui.